# Tatuapé
Tatuapé é um distrito na Zona Sudeste de São Paulo (ou mais conhecido apenas como Zona Leste de São Paulo) no Município de São Paulo, Brasil. Possui a forma aproximada de um hexágono côncavo.

## Topônimo
O nome do distrito é de origem tupi e significa "caminho dos tatus", através da junção de tatu (tatu) e apé (caminho). Também pode ser uma alusão a um hábito comum na região há muitos anos: caçar tatu a pé.

## História
Foi uma região brasileira pioneira na prática da viticultura, tendo sua primeira vinícola instalada por Brás Cubas em 1551. Esta atividade foi a principal fonte de economia do bairro e atingiu seu apogeu em fins do século XIX, com a instalação das vinícolas de famílias de imigrantes italianos, como as famílias Marengo e Camardo, cujos membros, hoje, emprestam seus nomes a algumas ruas do bairro.

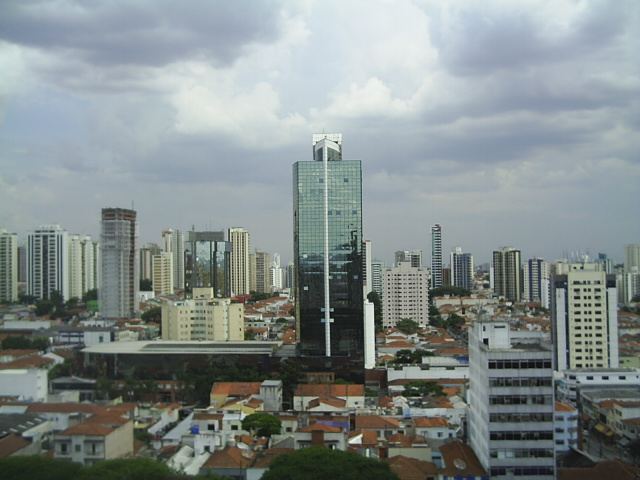
Verticalização do distrito

### Formação
A área do distrito, originalmente, abrangia também os atuais distritos do Carrão, Aricanduva e Vila Formosa, que foram se emancipando gradualmente por decretos da prefeitura. Os atuais limites do distrito foram estabelecidos em 1990 pela prefeita Luíza Erundina. Isto fez que o distrito de Carrão perdesse a Estação Carrão do Metrô de São Paulo, já que com essa nova divisão, a estação ficou a poucos metros da divisa com o distrito de Carrão, em território do Tatuapé, de acordo com os mapas oficiais da Prefeitura de São Paulo. Isso também fez com que o Jardim Anália Franco, considerado tradicionalmente parte do Tatuapé, fosse transferido para o distrito vizinho da Vila Formosa.
O distrito com todas as vilas é delimitado pelas seguintes vias: Avenida Salim Farah Maluf, Rua Demétrio Ribeiro, Rua Barão do Serro Largo, Rua Bento Gonçalves, Rua Maria Otilia, Rua Emília Marengo, Rua Antônio de Barros, Radial Leste, Viaduto Engenheiro Alberto Badra e Marginal Tietê.

## Desenvolvimento
A trajetória do Tatuapé começou junto com o explorador português Brás Cubas, fundador de Santos, no ano de 1560. Ele estava a busca de ouro, e decidiu subir a Serra do Mar com seu amigo Luís Martins e um grande número de criados. Ao chegar ao planalto, se depararam com um grande ribeirão, o "Tatu-apé", e decidiram seguir seu curso. No entanto, ao chegar à foz deram de cara com o Rio Grande, hoje conhecido como Tietê, e decidiram permanecer por lá.
Então, foram instalados um rancho, um curral e várias casas. Por ser uma região fértil, eles começaram a desenvolver criações de gado, porcos e várias outras culturas, entre elas, a de cana e uva. A cultura de uva ficaria famosa nos anos seguintes devido à boa qualidade do vinho que era feito nessa região. Uma família, em especial, contribuiu muito para sua popularização no Brasil entre os séculos XIX e XX: os Marengo. Devido à importância desta para o desenvolvimento do bairro, alguns logradouros foram batizados com seus nomes, como as ruas Francisco Marengo e Emília Marengo.
As primeiras ocupações da região, entretanto, só aconteceriam a partir do século XVII, quando os herdeiros dos então donos da região venderam grande parte de suas terras ao Padre Mateus Nunes de Siqueira, que, por sua vez, ergueu uma pequena casa na várzea do Rio Tietê, que hoje é conhecida como Casa do Tatuapé. Em 1765, o local já era identificado como bairro Tatuapé-Aricanduva, sendo o precursor da região como é conhecida nos dias atuais.
Até o começo do século XIX, ainda havia poucas pessoas morando na região, e a economia era baseada em uma pequena lavoura e na criação de gado.
Com o desenvolvimento da economia cafeeira, a região começou a crescer. Com a produção de café, surgiram ferrovias, substituindo a tração animal. O desenvolvimento do distrito aconteceu de maneira desigual. Dividido ao meio pela ferrovia, que hoje serve ao metrô e à Companhia Paulista de Trens Metropolitanos, durante a segunda metade do século XIX, o lado norte se tornou uma região altamente industrializada, sediando fábricas de empresas como o Grupo Vicunha, a Bosch do Brasil, a Itautec/Philco e a Souza Cruz, enquanto a parte sul era predominantemente rural, ocupada principalmente por fazendas e chácaras.
A partir de 1935, o bairro passou a ter um perfil operário, principalmente no ramo das tecelagens. Entre os destaques, a Tabacow e a Tecidos Tatuapé, do Grupo Santista, que foram as maiores fábricas desse período.

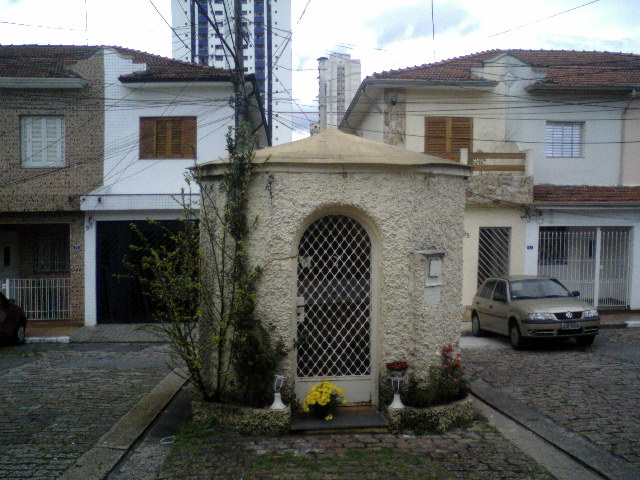
Típica vila operária da primeira metade do século XX que sobreviveu a descaracterizações e demolições de construções antigas, um grave problema de preservação do patrimônio histórico que ainda ocorre com bastante força no Século XXI.

Na segunda metade do século XX, as antigas chácaras da parte sul do distrito começaram a ser loteadas para a construção de condomínios residenciais de médio e alto padrão, o que atraiu para o distrito famílias com maior poder aquisitivo, motivando o surgimento de estabelecimentos comerciais e de lazer destinados a atender o novo público da região. Enquanto isso, o norte do distrito se notorizou como uma região de comércio popular e estritamente residencial, de casario baixo, que sofreu com o esvaziamento industrial, deixando galpões abandonados que só começaram a ser desapropriados para o uso residencial em meados do final da década de 1990 e finais da década de 2010, especialmente nas proximidades do Parque do Piqueri.

### Sport Club Corinthians Paulista
O distrito também abriga o Sport Club Corinthians Paulista, um dos clubes de futebol mais bem sucedidos e populares do Brasil. O clube chegou ao Tatuapé em 1926, onde montou a sua sede social, localizada dentro do Parque São Jorge.

## Atualidade
Atualmente, o distrito concentra uma grande população de idosos. Segundo o Atlas do Trabalho e Desenvolvimento da Cidade de São Paulo, em 2007, o bairro de Vila Azevedo, na região central do distrito, obteve a expectativa de vida mais elevada do município de São Paulo (oitenta anos).

## Verticalização

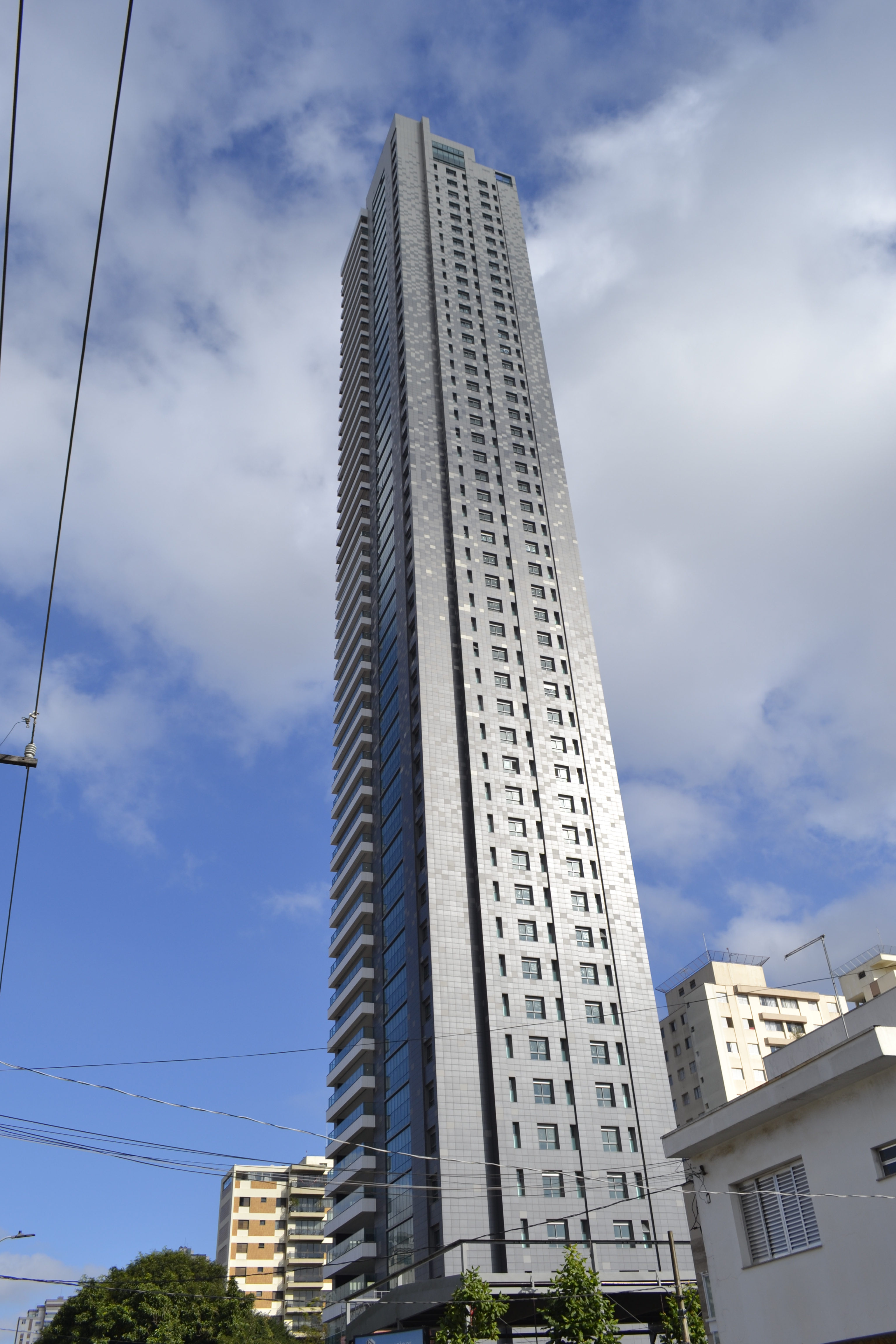
Edifício Figueira Altos do Tatuapé

Hoje, o Tatuapé é um dos distritos mais valorizados da cidade de São Paulo. O distrito atualmente encontra-se em processo de verticalização com diversos condomínios de alto padrão concluídos, em lançamentos ou em construção. O distrito, entretanto, tem um baixo índice de áreas verdes por habitante, estimado em 3,86 metros quadrados, muito abaixo, portanto, dos doze metros quadrados recomendados pela Organização Mundial de Saúde.
No distrito, estão localizados dois dos maiores edifícios do município de São Paulo: Platina 220 (Uso Misto) e Figueira Altos do Tatuapé (Uso Residencial).

## Demografia
Evolução demográfica do distrito do Tatuapé

## Infraestrutura
O distrito do Tatuapé pode ser considerado um bairro com vida própria, pois possui uma grande variedade de lojas de alto nível, bares, academias, supermercados, faculdades e centros comerciais. Trata-se de um bairro com intensa vida noturna e cultural com teatros de alto padrão como o Teatro Fernando Torres e o Eva Wilma, além de outros como o Silvio Romero. Um dos grande diferenciais do bairro é a ampla gama de restaurantes localizados entre a Estação Tatuapé e Carrão até a Rua Emília Marengo. É fácil encontrar padarias por todo o bairro com serviços diferenciados.
Trata-se de um distrito que emprega uma grande parcela de trabalhadores da Zona Leste, especialmente nos condomínios, clínicas e comércio da região. Há diversas clínicas e centros hospitalares abrangendo praticamente todas as especialidades médicas e com grandes hospitais: como o Hospital São Luiz Anália Franco, o Hospital Vitória que possui também uma unidade avançada na Avenida Radial Leste, o Hospital Montemagno e o Hospital Municipal do Tatuapé.

## Transporte
O distrito é atendido pela Estação Tatuapé, da Linha 3 do Metrô de São Paulo, e das linhas 11 e 12 do Trem Metropolitano, e pela Estação Carrão-Assaí Atacadista, da Linha 3 do Metrô de São Paulo.

## Áreas Verdes
Dentro do distrito está localizado, também, o Parque do Piqueri, possuindo ampla área verde para caminhada, lazer além de contar com certa biodiversidade.

## Educação
No distrito há escolas, públicas e privadas, e universidades como a Universidade Cidade de São Paulo.

## Distritos limítrofes
- Vila Maria (Norte)
- Penha e Carrão (Leste)
- Água Rasa e Vila Formosa (Sul)
- Belém (Oeste)

## Imagens

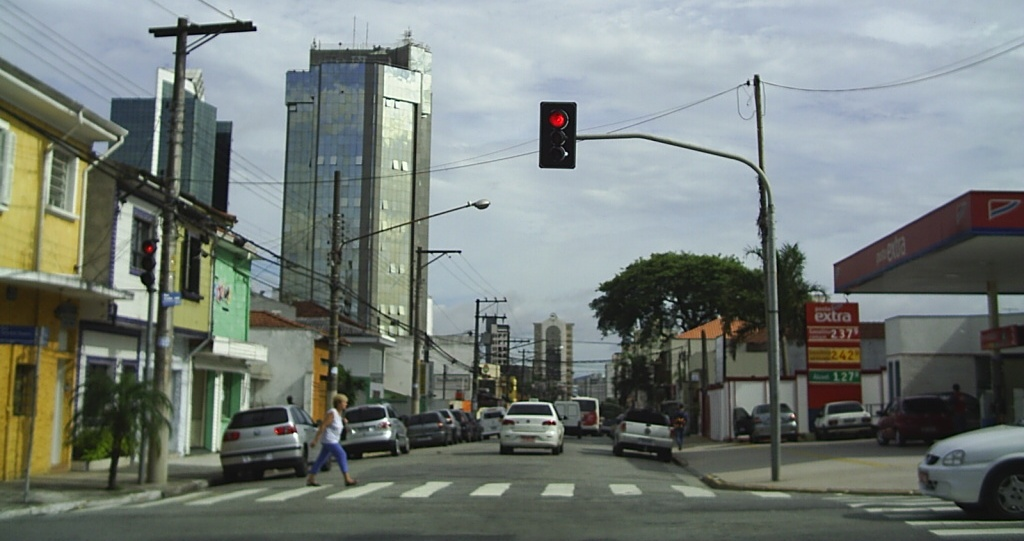
Edifícios comerciais na Rua Coelho Lisboa, uma das principais vias do distrito
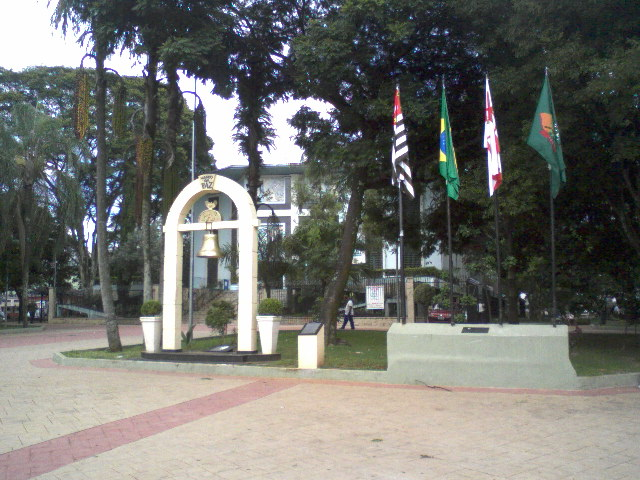
O Marco da Paz, na Praça Sílvio Romero
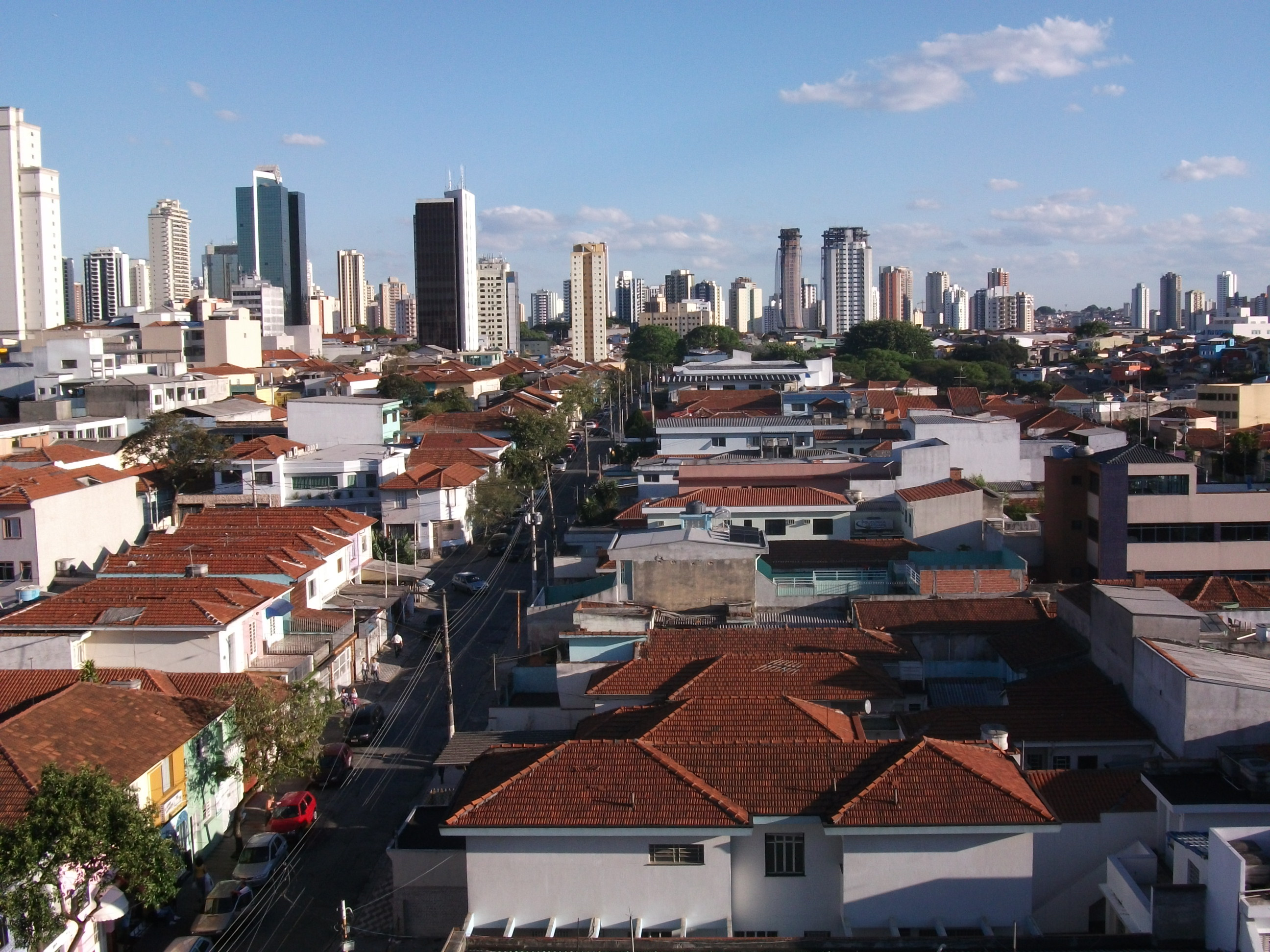
Vista do bairro Cidade Mãe do Céu